# Ivajlo
Ivajlo (bulgariska: Ивайло) är ett distrikt i Bulgarien.   Det ligger i kommunen Obsjtina Pazardzjik och regionen Pazardzjik, i den centrala delen av landet, 100 km sydost om huvudstaden Sofia.
Trakten runt Ivajlo består till största delen av jordbruksmark. Runt Ivajlo är det ganska tätbefolkat, med 192 invånare per kvadratkilometer.